# Sankt-Georgs-Medaille

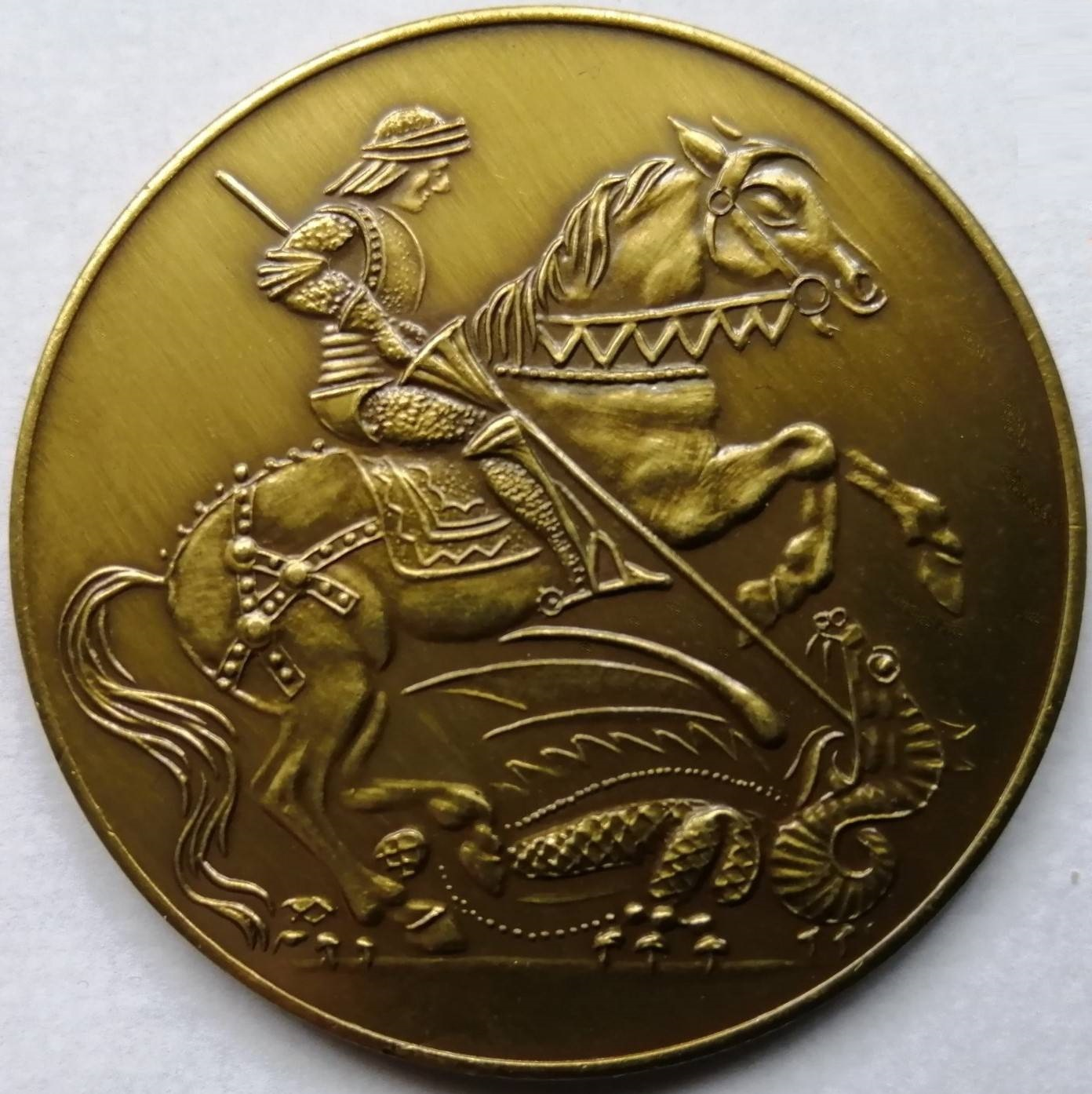
Sankt-Georgs-Medaille Avers

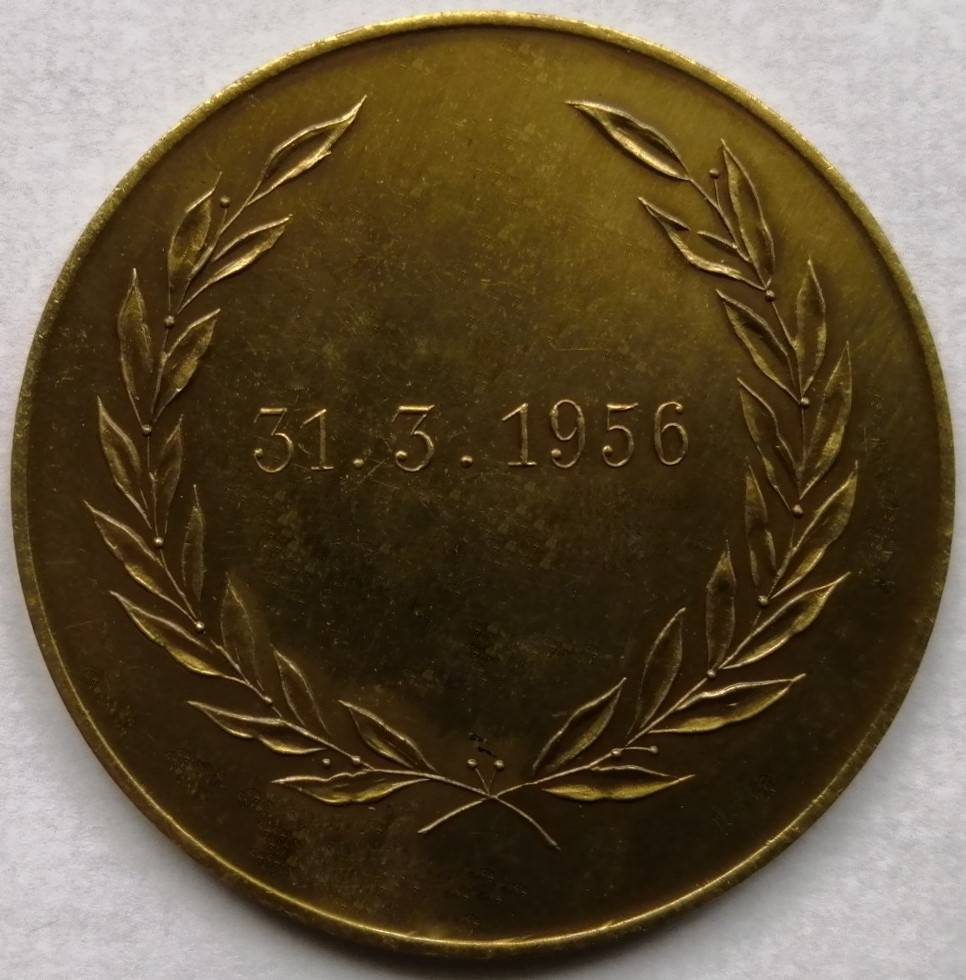
Sankt-Georgs-Medaille Revers

Die Sankt-Georgs-Medaille (auch Plakette Heiliger Georg) ist ein ursprünglich der Geheimhaltung unterliegendes nicht tragbares Ehrenzeichen des Bundesnachrichtendienstes (BND) für langjährige oder verdiente Beschäftigte sowie einzelne Angehörige befreundeter ausländischer Nachrichtendienste. Sie wurde am 31. März 1956 gestiftet und zeigt den Heiligen Georg, den Schutzpatron des BND.  Da sich ein Nachrichtendienst als soziales Gefüge, kein nach außen sichtbares Zeichen zur Identitätsbildung geben kann, kommt der Sankt-Georgs-Medaille eine nach innen gerichtete integrative Bedeutung als identitätsstiftendes Symbol zu.

## Sankt Georg
Der Heilige Georg ist ein weit verbreiteter Schutzheiliger, insbesondere im ehemals ostdeutschen bzw. osteuropäischen Raum, aus dem viele der ersten BND-Angehörigen stammten. Er gilt als Symbol für Standhaftigkeit und als Drachentöter, wobei der Drache für das Böse steht. Im BND wurde der Sieg über den Drachen als Sinnbild für die Erkenntnis der Welt aus dem „wahren“ Wissen allegorisch gedeutet. Reinhard Gehlen, der erste BND-Präsident und Leiter seiner Vorgängerorganisation, der Organisation Gehlen, sah im Heiligen Georg eine Versinnbildlichung für den Kampf gegen den Kommunismus, gegen den der BND in den Anfangsjahren hauptsächlich agierte. Ein Bezug zu England, dessen Schutzpatron der Heilige Georg ebenfalls ist, sei laut Gehlen nicht gegeben. Auch ein Zusammenhang zum russischen Orden des Heiligen Georg ist nicht bekannt.

## Geschichte
Reinhard Gehlen suchte nach einer Möglichkeit, langgediente Mitarbeiter auszuzeichnen und an die Aufbauphase in den 1940er und 1950er Jahren zu erinnern. Der Stiftungstag, der 31. März 1956, war der letzte Tag der Organisation Gehlen.
Bis zum Mai 1977 erfolgte die Fertigung im Bayerischen Hauptmünzamt, seitdem durch ein Privatunternehmen.
Am 7. Mai 2008 wurde bei der Grundsteinlegung der neuen Zentrale des Bundesnachrichtendienstes eine ähnlich wie die Medaille gestaltete Zeitkapsel eingemauert. Sie zeigt auf dem Avers den Bundesadler mit der Umschrift „Bundesnachrichtendienst – Bundesrepublik Deutschland“ und auf Revers den Heiligen Georg und den Leitspruch des Bundesnachrichtendiensts „Libertas et Securitas“. Im Innern der aufschraubbaren Zeitkapsel befinden sich zwei Mikrofilme. Einer zeigt das Luftbild der alten Bundesnachrichtendienstzentrale in Pullach, der andere die Porträts der bisherigen Präsidenten des Bundesnachrichtendienstes.

## Gestaltung
Für den Entwurf und die künstlerische Gestaltung war ein russisch-orthodoxer Kunstmaler und Kunsthistoriker verantwortlich, der leitend im Bereich Dokumentenwesen der Organisation Gehlen tätig war. Stilistisch ähnelt die Medaille dem vom Kremnitzer Münzmeister Christian Hermann Roth entworfenen Georgstaler.
Die Medaille zeigt auf dem Avers ohne Umschrift den Heiligen Georg als Ritter mit offenem Helmvisier zu Pferd nach rechts, der mit einer Lanze einen am Boden liegenden Drachen tötet. Die Lanzenspitze bohrt sich dabei in sein aufgerissenes Maul. Der Revers zeigt einen Lorbeerkranz sowie die Inschrift des Stiftungsdatums „31.3.1956“. Bis 1969 wurde auf dem Revers im unteren Bereich eine Verleihungsnummer eingraviert. Das Gewicht beträgt, je nach Fertigungszeitpunkt, zwischen 40 und 49 Gramm. Die Medaille existiert in einer bronzenen, silbernen und goldenen Ausführung und ist aus galvanisiertem Messing gefertigt. Die bronzene Medaille ist altbronzefarbig patiniert, die silberne versilbert und die goldene Medaille matt vergoldet.  Die Medaille wurde in frühen Jahren in einer weinroten oder hellblauen Pappschachtel mit Goldrand oder in roten Schachteln in Lederprägung übergeben. Aktuell wird die Medaille in ein blaues Samtkissen eingebettet, in einem dunkelblauen Etui mit Goldrand überreicht.

## Verleihung

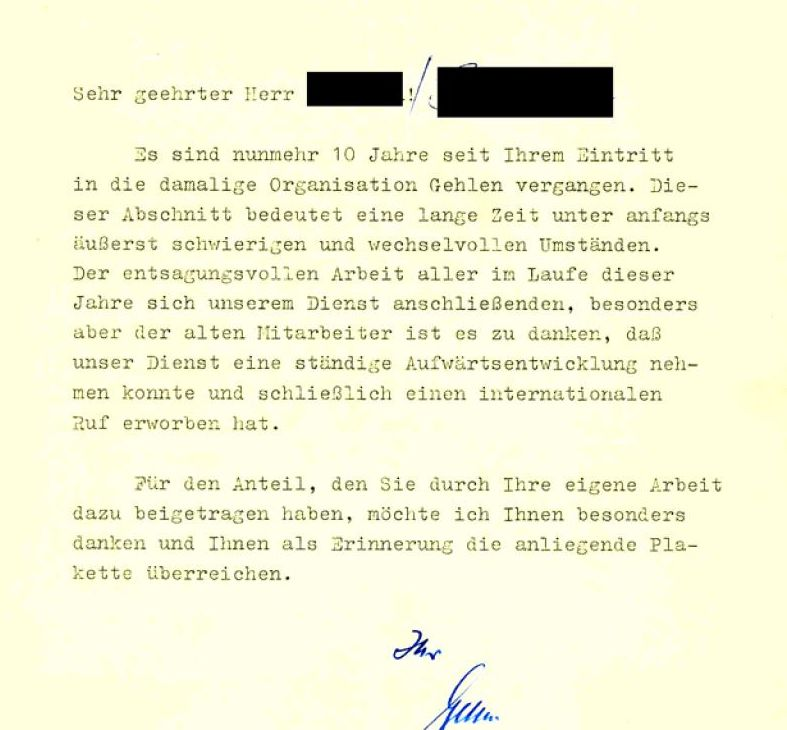
Verleihungsschreiben

Die Verleihung der Medaille, deren Existenz nichtöffentlich bleiben sollte, um keine Rückschlüsse auf die Zugehörigkeit zum BND ziehen zu können, soll im würdevollen internen Rahmen stattfinden. Vom 1. April 1956 an wurde die Medaille in Bronze jedem Beschäftigten des BND verliehen, der mindestens zehn Jahre hauptamtlicher Mitarbeiter war, wobei in diesem Fall nicht jeder automatisch eine Auszeichnung erhielt. Verhalten, das eine fristlose Kündigung rechtfertigen würde, verhinderte beispielsweise eine Verleihung. Die Auszeichnung beinhaltete ein Begleitschreiben des Präsidenten des BND, dass aus Geheimhaltungsgründen nach der Kentnissnahme des Ausgezeichneten umgehend zurückzugegeben war und in seiner Personalakte verblieb. Ein Rückschluss auf eine Zugehörigkeit zum BND sollte damit aus Sicherheitsgründen unterbunden werden. Später wurde in Ausnahmefällen gestattet, dass das Begleitschreiben nach Aushändigung beim Mitarbeiter verblieb.
Der Text des Begleitschreibens lautet wie folgt oder ähnlich:

„Es sind nunmehr 10 Jahre seit Ihrem Eintritt in die damalige Organisation Gehlen vergangen. Dieser Abschnitt bedeutet eine lange Zeit unter anfangs äußerst schwierigen und wechselvollen Umständen. Der entsagungsvollen Arbeit aller im Laufe dieser Jahre sich unserem Dienst anschließenden, besonders aber der alten Mitarbeiter ist es zu danken, daß unser Dienst eine ständige Aufwärtsentwicklung nehmen konnte und schließlich einen internationalen Ruf erworben hat. Für den Anteil, den Sie durch Ihre eigene Arbeit dazu beigetragen haben, möchte ich Ihnen besonders danken und Ihnen als Erinnerung die anliegende Plakette überreichen.“

Darüber hinaus wurden die Medaillen in Silber und Gold an Angehörige befreundeter Nachrichtendienste und an „Freunde und Förderer“, die nicht Angehörige des BND waren, verliehen. Die Ausfertigung in Silber war für nicht nachrichtendienstlich tätige Personen und Amtsträger vorgesehen. Diese erhielt zum Beispiel der Bürgermeister von Pullach im Isartal. Die Gemeinde war langjähriger Sitz der ehemaligen Zentrale des Bundesnachrichtendienstes. Die goldene Version war ausländischen Partnern vorbehalten. Allen Welsh Dulles, der damalige Chef der Central Intelligence Agency, unter deren Aufsicht die Organisation Gehlen seit dem 1. Juli 1949 gestanden hatte, erhielt 1956 die goldene Medaille mit der Nummer 1. Ein Jahr darauf erhielt der spätere CIA-Direktor Richard Helms, zuvor für den BND verantwortlich, die Goldmünze Nummer 6. John R. Boker erhielt die Goldmünze Nr. 8. Er hatte Gehlen im Juni 1945 in Kriegsgefangenschaft befragt und seine Vorgesetzten von der Sinnhaftigkeit einer Arbeit Gehlens für die Amerikaner, so wie Gehlen es wollte, überzeugt. Im Jahr 1957 wurden zum Beispiel weitere 13 Medaillen an Angehörige des US-amerikanischen Stabes verliehen.
Mit Verfügung vom 24. November 1969 ist die Medaille nur noch an BND-Mitarbeiter zu verleihen, wenn diese mit Erreichen der Altersgrenze aus dem BND ausscheiden oder wenn sie nach mindestens zehnjähriger Tätigkeit den Dienst verlassen und das Ausscheiden nicht aus Gründen erfolgt, die in ihrem Verhalten liegen und eine fristlose Kündigung rechtfertigen würden. Die Medaille soll jedem Mitarbeiter nur einmal verliehen werden. Zwischenzeitlich soll es zu wiederholten Verleihungen wie beispielsweise zu zehnjährigen Dienstjubiläen, für 25, 40 oder 50 Dienstjahre oder jeder Mitarbeiter erhielt sie beim Verlassen des Dienstes unabhängig von der Dauer der Dienstzugehörigkeit. Die Sankt-Georgs-Medaille wird seit etwa Ende der 1990er Jahre und bis heute an Mitarbeiter des BND verliehen, die in der Regel eine mehr als zwölfjährige Dienstzeit hatten und deren Verhalten keine fristlose Kündigung rechtfertigen würde.

## Bekannte Ausgezeichnete
- Heinz Felfe, bedeutendster Verratsfall in der Geschichte des BND, Verleihung am 6. November 1961, unmittelbar vor seiner Verhaftung
- Allen Welsh Dulles (1893–1969), goldene Ausfertigung Nr. 1
- James H. Critchfield (1917–2003), goldene Ausfertigung Nr. 4
- Richard Helms (1913–2002), goldene Ausfertigung Nr. 6
- John R. Boker (1913–2003), goldene Ausfertigung Nr. 8